# Tsubasa Honda
Tsubasa Honda (本田 翼?, Honda Tsubasa; Tokyo, 27 giugno 1992) è un'attrice, modella e personaggio televisivo giapponese.
Ha iniziato la sua carriera all'interno del mondo dello spettacolo come tarento e modella, per poi approdare in televisione come protagonista di dorama giovanili. Nel 2012 inizia anche a partecipare a pellicole cinematografiche.

## Biografia
Nata a Tokyo nel 1992, Honda decide di entrare nel mondo dello spettacolo nel 2006, dopo aver ricevuto sei differenti proposte di lavoro nell'arco della stessa giornata. Nello stesso anno firma un contratto con la rivista Seventeen, diventando in seguito modella esclusiva per la stessa. Un anno più tardi inizia a lavorare per il magazine Love Berry e, dal 2010, per Non-no.
Nel 2012 diviene co-conduttrice di una delle puntate del talk show della TBS A-Studio, dove affianca Manabu Suruga. Nel novembre dello stesso anno debutta in qualità di attrice nel film Fashion Story: Model. 
Appare inoltre nel dorama Great Teacher Onizuka, remake dell'omonima serie televisiva del 1998 e nel film Ao haru ride, adattamento live action dell'omonimo manga.
Nell'estate del 2013 presenta lo show musicale Music Dragon su NTV.
Viene rappresentata dalla Stardust Promotion.

## Filmografia

### Cinema
- Fashion Story: Model, regia di Sayaka Nakamura (2012)
- Rakugo eiga (らくごえいが?), episodio Life Rate, regia di Issei Matui (2013)
- Enoshima prism (江ノ島プリズム?, Enoshima purizumu), regia di Yasuhiro Yoshida (2013)
- Subete wa kimi ni aeta kara (すべては君に逢えたから?), episodio Christmas no yūki, regia di Katsuhide Motoki (2013)
- Nishino Yukihiko no koi to bōken (ニシノユキヒコの恋と冒険?), regia di Nami Iguchi (2014)
- Ao haru ride - A un passo da te (アオハライド?, Ao haru raido), regia di Takahiro Miki (2014)
- Kishūteneki terminal (起終点駅 ターミナル?, Kishūteneki tāminaru), regia di Tetsuo Shinohara (2015)
- Shōjo (少女?), regia di Yukiko Mishima (2016)
- Mogura no uta: Hong Kong kyōsō-kyoku (土竜の唄 香港狂騒曲?), regia di Takashi Miike (2016)
- Fullmetal Alchemist (鋼の錬金術師?, Hagane no renkinjutsushi), regia di Fumihiko Sori (2017)
- Kon'ya, romance gekijō de (今夜、ロマンス劇場で?, Kon'ya, romansu gekijō de), regia di Hideki Takeuchi (2018)
- Fullmetal Alchemist - La vendetta di Scar, regia di Fumihiko Sori (2022)

### Serie televisive
- Shima shima (シマシマ?), - serie TV (5 episodio) (2011)
- Celeb party ni ikō (セレブパーティーに行こう?, Serebu pātī ni ikō) - serie TV (2011)
- Ren'ai neet: Wasureta koi no hajimekata (恋愛ニート〜忘れた恋のはじめ方?, Ren'ai nīto: Wasureta koi no hajimekata) - serie TV (2012)
- Strawberry Night (ストロベリーナイト?, Sutoroberī naito), - serie TV (3 episodio) (2012)
- Papadol! (パパドル!?, Papadoru!), - serie TV (2 episodio) (2012)
- Kagi no kakatta heya (鍵のかかった部屋?), - serie TV (10 episodio) (2012)
- Great Teacher Onizuka - serie TV (2012)
- Hontoni atta kowai hanashi: Natsu no tokubetsu-hen 2012 "Akai tsume" (ほんとにあった怖い話 夏の特別編2012 「赤い爪」?) - serie TV (2012)
- Piece - serie TV (2012)
- Tonbi (とんび?) - serie TV (2013)
- Vampire Heaven (ヴァンパイア・ヘヴン?) - serie TV (2013)
- Shomuni 2013 (ショムニ2013?) - serie TV (2013)
- Andō Lloyd: A.I. knows Love? (安堂ロイド〜A.I. knows LOVE?〜?) - serie TV (2013)
- Saikō no omotenashi (最高のおもてなし?) - serie TV (2014)
- Henshin (変身?) - serie TV (2014)
- Tōkyō ni olympic o yonda otoko (東京にオリンピックを呼んだ男?, Tōkyō ni orinpikku o yonda otoko) - serie TV (2014)
- Kōhaku ga umareta hi (紅白が生まれた日?) - serie TV (2015)
- Yamegoku: Yakuza yamete itadakimasu (ヤメゴク〜ヤクザやめて頂きます〜?) - serie TV (2015)
- Koinaka (恋仲?) - serie TV (2015)
- Jimi ni sugoi! Kōetsu girl: Kōno Etsuko (地味にスゴイ! 校閲ガール・河野悦子?) - serie TV (2016)
- Chūnen Superman Saenai-shi (中年スーパーマン左江内氏?), - serie TV (5 episodio) (2017)
- Okusama wa, tori atsukai chūi (奥様は、取り扱い注意?) - serie TV (2017)
- Radiation House (ラジエーションハウス) - serie TV (2019)

### Serie web
- Shinikare (シニカレ?) (2012)
- Gozen 3-ji no muhōchitai (午前3時の無法地帯?) (2013)